# 市政厅站 (那不勒斯)
市政厅站（Municipio）是意大利南部那不勒斯的一个地铁车站，屬那不勒斯地铁1号线和6号线。该站位于市中心波尔图区（Porto）的市政厅广场（Piazza Municipio）。车站于2015年6月2日开通。